# Azol
En química, un azol es un compuesto heterocíclico aromático de estructura similar al 1,3-ciclopentadieno, pero en el que algunos de los átomos de carbono son sustituidos por átomos de nitrógeno u otro elemento distinto del carbono.
Según el número y tipo de heteroátomos, los azoles se clasifican en:
- azol (un átomo de nitrógeno): pirrol
- diazol (dos átomos de nitrógeno): pirazol, imidazol
- triazol (tres átomos de nitrógeno)
- tetrazol (cuatro átomos de nitrógeno)
- pentazol (cinco átomos de nitrógeno)
- oxol o furano (un oxígeno)
- oxazol e isoxazol (un nitrógeno y un oxígeno)
- tiazol e isotiazol (un nitrógeno y un azufre)
- dioxol (dos oxígenos)

- Datos: Q419639
- Multimedia: Azoles / Q419639